# Оразов, Куванч
Куванч Оразов — советский хозяйственный, государственный и политический деятель.

## Биография
Родился в 1929 году в Безмеине. Член КПСС с 1961 года.
С 1945 года — на хозяйственной, общественной и политической работе. В 1945—1985 гг. — колхозник колхоза «12 лет РККА», красноармеец, сельскохозяйственный работник в Ашхабадской области, председатель колхоза «Социализм» Ашхабадского района Ашхабадской области Туркменской ССР.
Избирался депутатом Верховного Совета Туркменской ССР 6-го и 7-го созывов, Верховного Совета СССР 9-го, 10-го и 11-го созывов.
Умер в Ашхабадском районе в 1985 году.